# 小林千佳
小林 千佳（こばやし ちか、1978年2月28日 - ）は、栃木県出身の元女優。東京俳優生活協同組合に所属していた。
身長165cm。体重51kg。趣味・特技はバドミントン、卓球、水泳、テニス。文学座研修科出身。

## 出演

### テレビドラマ
- ごくせん（2002年）
- ヨイショの男 第9話（2002年）
- 月曜ミステリー劇場 弁護士猪狩文助4（2003年）
- クニミツの政 第11話（2003年）
- 女と愛とミステリー
  - 動物病院・ドクトル花子の殺人カルテ!（2003年）
  - 密会の宿2（2004年）
- 人間の証明（2004年）
- ウルトラマンネクサス（2004年）
- ファイト 第19話（2005年）
- アタックNo.1 第10話（2005年）
- スローダンス 第1話（2005年）
- 土曜ワイド劇場 逆転弁護（2006年）
- パーフェクト・リポート（2010年）
- 絶対零度〜未解決事件特命捜査〜Special（2011年）
- 救命病棟24時